# Xestoso (Lousame)
Xestoso es una aldea situada en la parroquia de Vilacoba en el municipio de Lousame (Galicia, España). Es un asentamiento rural con categoría de aldea según el INE.
En 2019 tenía una población de 23 habitantes (11 hombres y 12 mujeres). Está situada a 11,9 km de la capital municipal a 382 metros sobre el nivel del mar. Tiene una extensión delimitada de 40.800 metros cuadrados de los cuales 14.500 pertenecen a suelo consolidado (Núcleo). Las localidades más cercanas son Comparada, Aldarís y Sóñora, ya en el municipio de Rois.

## Topónimo
Su topónimo procede del latín Genistosum, "lugar donde hay genistam", (denominación en latín para diferentes variedades de Retamas). La variedad predominante de esta papilionácea en Galicia es denominada Xesta.
Dentro de la propia aldea podemos encontrar otros topónimos como A Canceliña, O Soleiro, O Campo, A Castiñeira, A Fonte Treviña, A Carballeira, A Cortiña do Outeiro, A Brañiña, A Braña da Mes, A Revoltiña, O Cruceiro de Xestoso y A Sona. 

## Demografía
| Gráfica de evolución demográfica de Xestoso entre 1991 y 2021 |
|                                                               |
| Población de derecho según el padrón municipal del INE        |

## Economía
La principal actividad de la aldea es la relacionada con el sector primario. Cerca de esta encontramos una cooperativa de explotación de ganado bovino. Anteriormente existía en la localidad una granja para la crianza y venta de ganado porcino.

## Urbanismo
Según el PGOM de 2005, en ese año la aldea constaba de 6 viviendas unifamiliares y otras 18 construcciones de carácter secundario o complementario. No hay ninguna nave de carácter agrícola ni de carácter industrial o comercial. Dos construcciones están en estado de ruina. Es una entidad singular de población conformada por un núcleo de población sin  diseminado.

## Galería de Imágenes

Imágenes de Xestoso
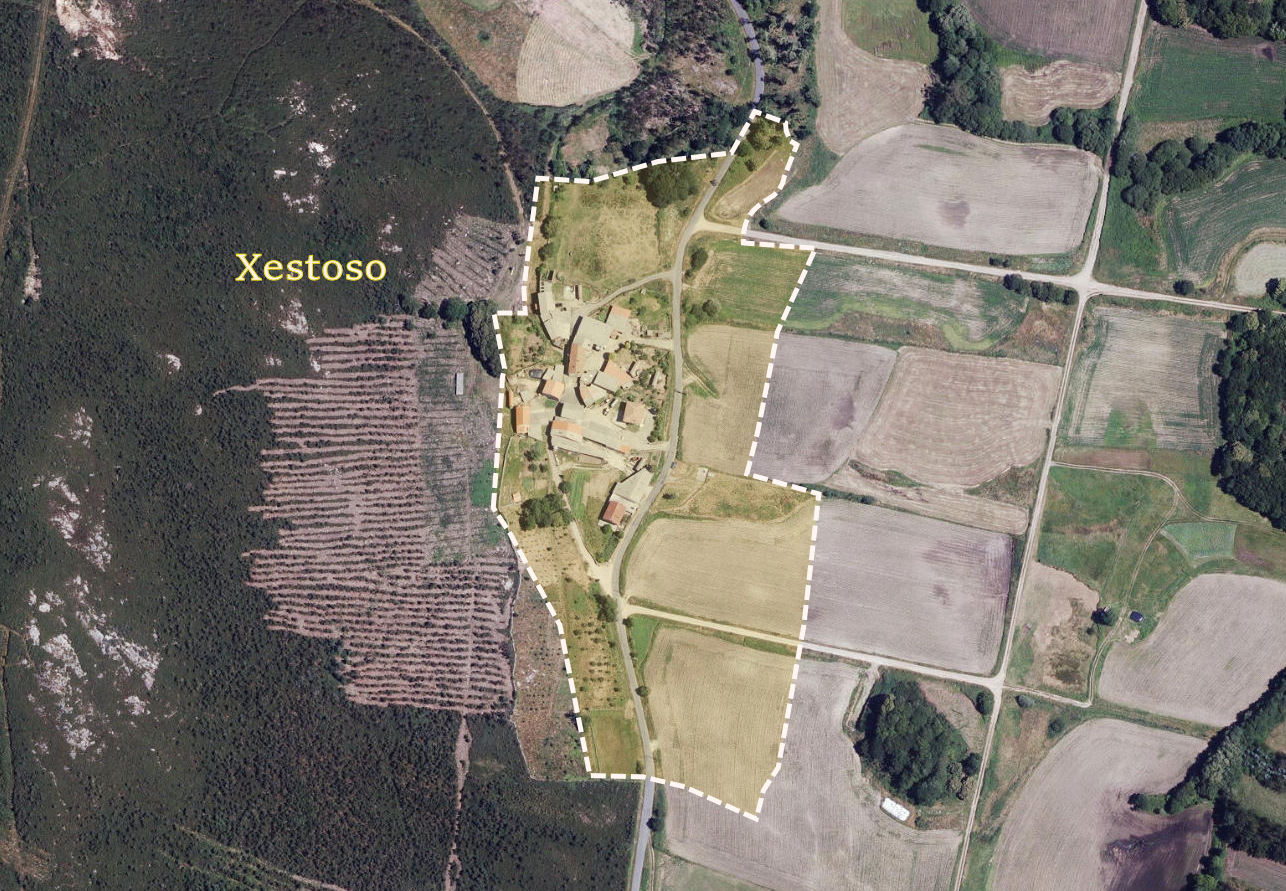
Imagen por satélite de Xestoso (2014)
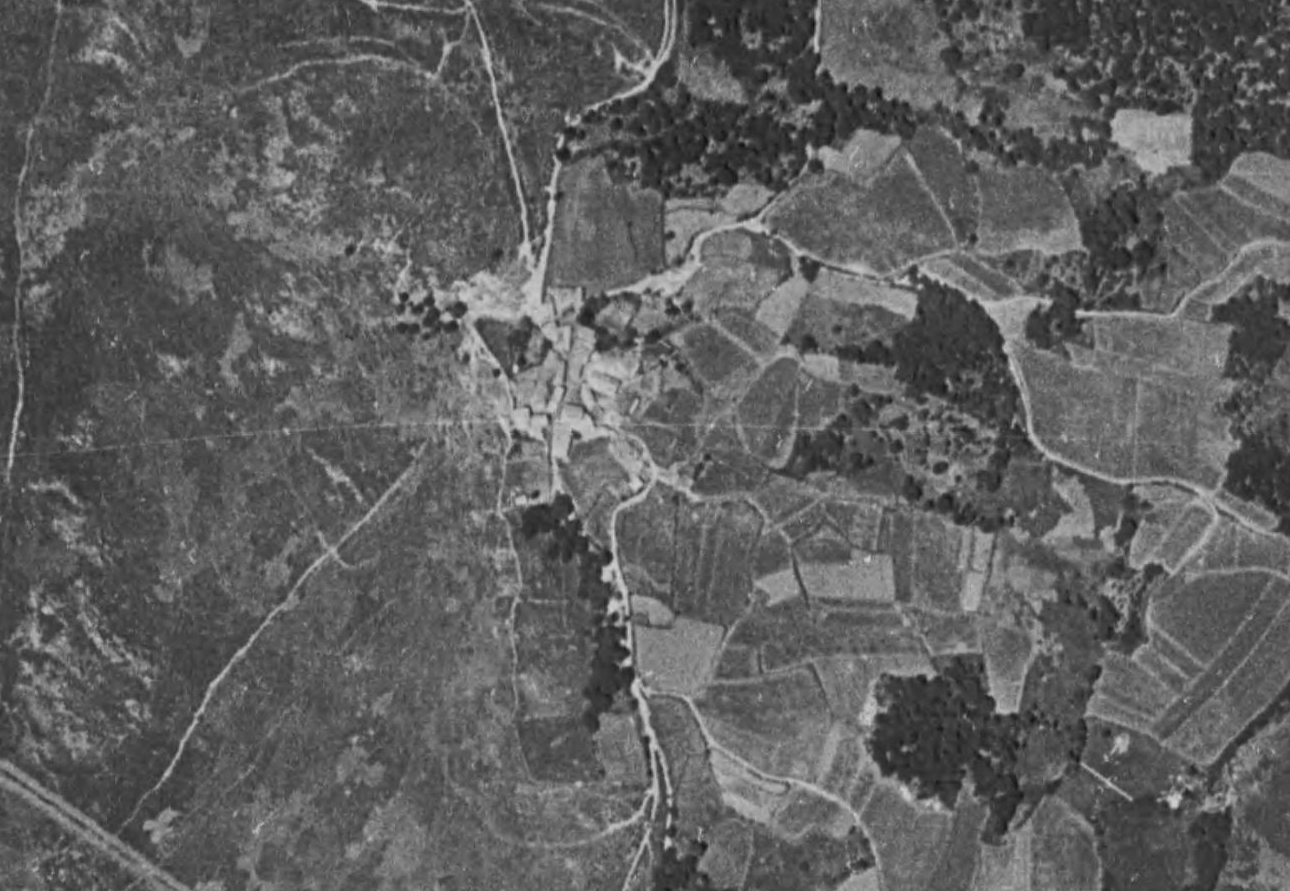
Imagen de aérea de Xestoso en 1956.